# یوری یوت
یوری یوت (آلمانی: Juri Judt؛ زادهٔ ۲۴ ژوئیهٔ ۱۹۸۶) یک بازیکن فوتبال اهل آلمان است.
از باشگاه‌هایی که در آن بازی کرده‌است می‌توان به قوت-وایس ارفوت، گروتر فورث، باشگاه فوتبال نورنبرگ، باشگاه فوتبال لایپزیگ و باشگاه فوتبال زاربروکن اشاره کرد.
وی همچنین در تیم ملی فوتبال زیر ۲۱ سال آلمان بازی کرده است.